# Tracy Keenan Wynn
Pour les articles homonymes, voir Keenan et Wynn (homonymie).
Tracy Keenan Wynn est un scénariste, producteur, réalisateur et acteur américain né le 28 février 1945 à Hollywood, Californie (États-Unis). Il est le fils de Keenan Wynn.

## Filmographie

### comme scénariste
- 1970 : Tribes (en) (TV)
- 1972 : The Glass House (TV)
- 1974 : The Autobiography of Miss Jane Pittman (TV)
- 1974 : Plein la gueule (The Longest Yard)
- 1975 : La Toile d'araignée (The Drowning Pool)
- 1976 : Sur la piste des Cheyennes (The Quest) (TV)
- 1977 : Les Grands Fonds (The Deep)
- 1988 : In the Line of Duty: The F.B.I. Murders (TV)
- 1989 : The Revenge of Al Capone (TV)
- 1997 : Robinson Crusoé

### comme producteur
- 1988 : In the Line of Duty: The F.B.I. Murders (TV)
- 1989 : The Revenge of Al Capone (TV)
- 1991 : Un coupable idéal (Carolina Skeletons) (TV)

### comme réalisateur
- 1974 : Hit Lady (TV)

### comme acteur
- 1965 : Le Jour d'après (Up from the Beach) : Soldier in truck